# Orthosia ussurica
Orthosia ussurica là một loài bướm đêm trong họ Noctuidae.